# くりぃむしちゅーのたりらリでイキます!!
『くりぃむしちゅーのたりらリでイキます!!』は、日本テレビで2006年7月13日から2007年3月15日まで毎週木曜日19:58 - 20:54（JST）で放送されていたバラエティ番組。

## 概要
以前、深夜放送枠であるバリューナイト枠で放送されていた『くりぃむしちゅーのたりらリラ～ン』が日本テレビ木曜日20時台のゴールデンタイムに昇格（復活）する形でスタートした。
それまで、くりぃむしちゅーはゴールデンの番組ではサブメイン（『世界一受けたい授業』や『ズバリ言うわよ!』、『笑いの金メダル』など）であることが多かったが、くりぃむしちゅーが生粋のメインの冠番組であるこの番組のスタートにより、上田36歳・有田35歳にしてゴールデンタイムにおいての初の冠番組を獲得することとなった。
開始当初の番組内容は『くりぃむしちゅーのたりらリラ～ン』時代に好評であった「ベタドラマ」を中心にして、出演者の恋愛エピソードを再現する企画、有田が江原啓之になりきってアドバイスを贈るコーナー「オーラの沼」（『オーラの泉』のパロディー）などを放送した。
中期以降は内容を変更し、『ぴったんこカン・カン』の接待コーナーに類似した「くりぃむのおトモします!」が開始され、その他のコーナーも「催眠術 上田にかけたら○○万円」など『～たりらリラ～ン』の初期の頃にないコーナーが多くなった。
2007年4月に19時台・20時台が2時間単発特別番組枠『モクスペ』として再編される事が決定したのに伴い、2007年3月15日放送分を以て番組は終了した。

### その他の情報
第一回目の冒頭にVTR出演で細木数子が登場。細木曰く「たりらリという題が悪いからヒットしない（たらりのらりでいけばヒットするらしい）」「くりぃむの二人が天狗になっているから視聴率20%は取れない」と断言した。
2006年10月5日は『卍くりぃむVS芸能人卍卍爆笑どっきり作戦卍』と二本立ての「くりぃむ有田の方は…ヤル気全開4時間SP」の前半部分として2時間スペシャルを決行。
ネットCMは開始当初は4分30秒あったものの『NEWS ZERO』の木曜分のスポンサー枠を1分確保と前番組『天才!志村どうぶつ園』のスポンサー枠を30秒確保された為に3分に縮小された。
この番組のメインであったくりぃむしちゅー自体は、火曜夜7時の『伊東家の食卓』の後枠としてスタートした『未知の世界を撮りたい 驚き(秘)映像ハンター!ドリームビジョン』に移行した。
また人気企画のベタドラマは、DVDとしても発売されている。2009年8月1日からは「帰ってきたベタドラマ」としてBee TVにて復活した。

## 出演者
レギュラー
- くりぃむしちゅー
  - 上田晋也
  - 有田哲平
- 次長課長
  - 河本準一
  - 井上聡
- 眞鍋かをり
- 忍成修吾
- 西尾由佳理（日テレアナウンサー）※初回および10月5日のスペシャルのみ出演。
- 古閑陽子（日テレアナウンサー）※2回目から出演。

## 主なコーナー

### クイズ ベタの世界
100人のアンケートに基づいて作られたベタなドラマを観ながら次の展開を予想するクイズコーナー。最下位にはベタな罰ゲーム。
ドラマの内容は、テーマに基づいたベタなシーンが連発するストーリーで、登場人物がベタな演技ややりとりを見せる。各ドラマのタイトルは過去のヒットドラマなどをモチーフにしたものになっている。ドラマの途中の何ヶ所かで「アンケートによるこの後のベタな展開第1位は?」というクイズが出題され、解答者がそれぞれこだわったベタな展開を予想する。
2007年に入りしばらく放送されなかったが、3月1日の放送で過去の作品のうち特に人気のあった二作（「木曜ベタペンス劇場」・「パパとベタちゃん」）がハイライトシーンのみ再放送された。

#### ゲスト出演者
- 船越英一郎
- 山崎樹範
- サエコ
- 中山エミリ
- 村井美樹
- 土屋シオン
- 加勢大周
- 平泉成
- 脇知弘
- 鍵本輝（Lead）
- 上田晋也（友情出演）

### オーラの沼
有田が江原啓之になりきって「あ原啓之」に扮し、土田晃之が特殊メイクを施し美輪明宏になりきり「ビワさん」に扮し、ゲストの私生活や秘密にしている事を次々に暴露するコーナー。すなわち、秘密を暴露される事により、今まで胸のうちで抱えていた後ろめたい気持ちから解放され、身も心も軽くなって『より良き人生』を送ってもらうというコンセプトが隠されている。
テレビ朝日の『国分太一・美輪明宏・江原啓之のオーラの泉』のパロディ。

### ママの味
番組レギュラーが演じる一家にある芸人が登場し（コンビの場合は片方だけ）、その芸人の母親が作った料理と、まったく有名店で作った料理を食べ比べてママが作った料理を当てるコーナー。
もちろん母親が登場し、料理を作っている間に母親と自分についての話を語る。台所には河本がつく。

### DEATH KANPE
有田が漫画『DEATH NOTE』に登場する死神・リュークならぬリュク田哲平に扮し、上田ら出演者が有田がカンペに書いた事をどんな恥ずかしいことでも必ず行わなければならないというコーナー。ネタの後のフォローは禁止という精神的にきついルールがある。有田が地（ほぼノーメイク）でリュークに近い扮装をしたため、上田は「何で『デスノート』の（出演）依頼お前に来なかったんだろうな」とコメントをしている。

### 芸能人見られたくないお宝映像100連発
2006年の『24時間テレビ』の深夜コーナーから派生したもので、内容は芸能人のお宝映像を100位から発表する。紹介には時間がかかるため、通常放送では2週分、スペシャル版でも尺が足りなくなることがある。ただし1位まで発表することはなく、次回の放送でも続きを放送することはない。

### 催眠術 上田晋也にかけたら○○万円
催眠術を信じない上田に催眠術師が催眠術を制限時間内にかけられたら賞金が支払われる。第1回は賞金100万円であったが成功者が出なかったため、賞金が150万円に増額され再度行われた。2007年2月1日の放送時点で8人が挑戦したがいずれも成功しなかった。2007年2月1日放送分では史上最強と謳われているマーティン・ジェームスがチャレンジしたがやはり失敗した。
ちなみに、催眠術師が上田に催眠術をかける前に、デモンストレーションとして他の出演者に催眠術をかけるのだが、河本は後日談として「催眠術がヘタな催眠術師もいて、催眠術にかかっていなくてもかかったフリをしていたら、いろいろな事をやらされてひどい目にあった」と語っている。

### たりらリ学園
2006年10月26日放映分からスタート。レギュラー出演者が教師と生徒に扮した架空の学校「たりらり学園」にゲストが講師役で登場し、ゲストにちなんだクイズを交えてゲストの本音や人生観などを生徒が受講するという形式の企画で、『くりぃむしちゅーのたりらリラ～ン』のころに行われていた「世界一抱かれたい授業」のコーナーをアレンジした企画。
ナレーターは服部潤（メイン）と湯浅真由美（クイズ出題）。
ゲスト出演者は下記のとおり。
- 講師役
  - 2006.10.26:（第一回）梨花
  - 2006.11.30:（第二回）松居一代
  - 2007. 1.19:（第三回）榮倉奈々
  - 2007. 2. 8:（第四回）中村玉緒
- 生徒役
  - 2007. 1.19:（第三回）斎藤洋介、光浦靖子
  - 2007. 2. 8:（第四回）HIRO（安田大サーカス）

※上田は第一回から第三回まで担任役で登場したが第四回は別の仕事が入り欠席。有田は第一回でツッパリ生徒に扮したが第二回は教頭、第三回は用務員に扮し第四回では担任役となった。上田と有田以外のレギュラーは生徒役で河本が級長という設定だった。

### くりぃむのおトモします!
2006年12月7日放映分からスタートした企画。くりぃむしちゅーがゲスト（主に女性タレント）の休日またはアフター5に同行してトークやグルメを楽しむという内容。ゲストの買い物に付き合ったりゲストを高級ホテルに招待したりといった演出もある。またゲストの出演映画やCDのPRも行われる。ナレーターは服部潤。

2007年2月までメインのゲストは女性だったが同年3月1日の放映ではIKKOが出演。そして同月15日放映の最終回ではアントニオ猪木が出演した。
コーナー冒頭では、有田がロケ地の周辺を見回し「懐かしいなぁ」と思い出話をでっち上げ上田に突っ込まれるのが「お約束」である。
今までに出演したゲストは下記のとおり。
- 2006年12月7日:西川史子
- 2006年12月21日:森光子、片平なぎさ
- 2007年1月18日:森昌子
- 2007年2月1日:黒田知永子
- 2007年2月8日:三船美佳
- 2007年2月15日:夏木マリ
- 2007年2月22日:小林幸子
- 2007年3月1日:IKKO
- 2007年3月15日:アントニオ猪木

※コーナー中にゲストと有縁の人物が特別ゲストとして招かれることもある。
- 2006年12月21日:レギュラー（森光子が「あるあるコント」に挑戦）
- 2007年2月8日:高橋ジョージ（三船の夫〈当時〉で、終盤に登場）
- 2007年3月15日:猪木の「接待」役で登場した主なゲストは下記のとおり。
  - インリン・オブ・ジョイトイ
  - 小野真弓
  - 森下千里
  - 東原亜希
  - 根本はるみ
  - アントニオ小猪木

### おカバさんといっしょ
『おかあさんといっしょ』のパロディ。井上がおにいさん、眞鍋がおねえさん、有田と河本、忍成がキャラクターに扮して行うコーナー。最初と最後に子供達と歌を歌う。『おカバさん』とは「おバカさん」のことである。
おべんきょう
井上（お兄さん）が小学生とお勉強対決する。井上が間違えた場合「おカバさん」と呼ばれてしまう。
2人でできるもん
タイトルは『ひとりでできるもん!』のパロディ。有田と河本（ありたん&ペロちゃん）が子供達の困った事を解決する。
クイズ!モゴモゴモ～ゴ
タイトルは『クイズ！ウゴウゴルーガ』のパロディ。眞鍋（おねえさん）が口に物（主にフランスパン）を咥（くわ）えた状態で何を言っているか当てる。（この時の放送回では「グレープフルーツ」）
- キャラクター詳細
  - 井上（お兄さん）赤と白の帽子、白にサスペンダー付きの衣装。分数の通分ができない。数字を入れ替える問題に関しては答えが分からず眼鏡を書いた。
  - 眞鍋（お姉さん）本家（おかあさんといっしょ）のように子供と接する。有田（ありたん）に好かれて(?)いる。
  - 有田（ありたん）有田の特徴をいかして着ぐるみ（顔の部分が見えている）もしゃくれている（というかあごが長い）。眞鍋（お姉さん）が大好きな様で飛びつこうとするが河本（ペロちゃん）に止められる。
  - 河本（ペロちゃん）着ぐるみ（顔の部分が見えている）を着用。声を女の子っぽく出している。が、2人でできるもんの時あまりにも怖くて素になった。（詳しくはコーナー補足）眞鍋（お姉さん）に飛びつこうとする有田（ありたん）を止める。
  - 忍成（かかし）普段はあまりしゃべらないが、「モゴモゴモ～ゴ」の時に一回だけ答えた。
- コーナー（前称）補足
  - ふたりでできるもん
    - 今回は「犬の前にあるのを犬に気づかれるに取れるか」がお題。あまりにも恐怖で河本（ペロちゃん）の声が素になる。犬は有田（ありたん）の方ばかり吠えていたので有田（ありたん）に向かって吠えているスキに河本（ペロちゃん）が取って成功した。

### ヤン語バトル
2007年2月15日放映分からスタート。ヤンキー（暴走族など）が主に使用する言葉、通称『ヤン語』を真似て作られた文字を番組HPで視聴者に募集し、上田組（上田BOP）と河本組（次課長☆爆走族）に別れたメンバーが集まったヤン語の読みを当てるというコーナー。司会は先輩ヤンキーに扮した有田が行う。
ナレーターは服部潤。通算成績は上田BOPの3勝1敗。
次課長☆爆走族には毎回ゲストが登場する。ゲスト出演者は下記のとおり。
- 2007.2.15（第一回）：夏川純
- 2007.2.22（第二回）：斎藤洋介
- 2007.3. 1（第三回）：ほしのあき
- 2007.3.15（最終回）：哀川翔

勝敗は出題された「ヤン語」をより多く答えたチームの勝ちとする。解答者一人に一問ずつ出題され、バイクに書かれた「ヤン語」を制限時間内に正解すれば正解者のチームに1点入る。読みを間違えたり制限時間内に答えられなかった場合は無得点となり解答者は炭酸ガス噴射の罰を受ける。

スコアが3対3となり、その後双方とも点が入らなかった場合は「大将戦」で決着を付ける。大将戦は上田と河本（または井上）の一騎討ちとなり、どちらか早く正解した方に得点が入る。第三回では上田3-河本1のスコアで大将戦に入り、特例として正解者に2点が配点された。

第二回の放送で斉藤が「こんな言葉（ヤン語）じゃなくて普通のでいいんじゃないの!?」と言う。

最終回では、哀川翔（以後兄貴）が登場の時、上田が河本に「今回もしょぼい助っ人なんじゃないの!?」と言うが、直後に兄貴が登場した為、弱気になり、「すみませんでした」と言う。兄貴はバラエティーで罰を受けたことがなく炭酸ガス噴射の装置に近い席に座っていた為、有田が「お前らが間違えると兄貴が（被害を）受けるんだからね！」と言い、上田も「（兄貴が）罰を受けるかもしれないから（視聴者の）みなさん録画の用意を!!」と言う。兄貴は見事に正解して罰を免れたが結果負けとなる。有田が「勝負関係なくもう1問やりません？」といい、特別にやることになった。河本が「（兄貴の）盾になります！」と言ったが、時間切れになり、河本が兄貴を盾にしたため兄貴が初めて罰を受けるという展開になった。上田が「（河本）分かったのに答えなかった!!」と言う。（その答えはルービックキューブ）

### 出題王
2007年3月8日放映。通常のクイズ対決と異なり、対戦相手にどれだけ沢山の問題を出せるかが勝負の行方を左右する。レギュラーとゲスト合わせて8人がトーナメント形式で戦い、決勝で有田が上田を破り初代出題王に輝いた。
2007年3月8日放映時の対戦（勝敗を○×で示す）
- 一回戦
  - 有田哲平 ○ 対 ×劇団ひとり
  - 西川史子 ○ 対 ×小池栄子
  - 井上聡 × 対 ○眞鍋かをり
  - 上田晋也 ○ 対 ×デーブ・スペクター
- 二回戦
  - 有田哲平 ○ 対 ×西川史子
  - 眞鍋かをり× 対 ○上田晋也
- 決勝戦
  - 有田哲平 ○ 対 ×上田晋也

※有田は上田が出題した「三浦友和・山口百恵の結構披露宴のメイン司会者は岡田眞澄だがサブ司会者は誰か」という問題に「徳光和夫」と答えて優勝を決めた。
ルール
- 対戦者が一対一で対戦する。出題する対戦者は15秒の制限時間内に相手に出題する。出題時は自席のボタンを押して発言する。
- 出題された問題に相手が正解すれば出題者の負けで終了。相手が問題に答えられなければ今度は出題者が回答する側となってゲームを続行する。
- 制限時間内に出題できない場合は出題する側の負けとなる。
- 対戦者がゲーム進行を妨げる行為を行ったと審査員が見なした場合、進行を妨げた側にイエローカードが出される。イエローカード二枚で負けとなる。

※上田がゲーム中に薀蓄を語ろうとすると審査員席の河本がカードをちらつかせる場面があった。
※井上は1回戦で『ドラゴンボール』について出題したが、先に答えを言ってしまい会場が呆然し、眞鍋も戸惑ったが普通に解答し正解。井上は、河本に指摘されるまで「答えを言ってません！」と断言。眞鍋にも「なんで（答え）知ってるの!?」と質問。結局確認VTRを見ることに。結果（確実に言っていた事）を知った後井上はずっと口をおさえていた。正解した眞鍋も、「最初は罠かなと思いましたが、（井上さんは）いつかこんなミスすると思った。」とコメント。その問題の答えは「第22回」である。
2007年3月8日放映時の出演者
- 対戦者
  - レギュラー出演者
    - 有田哲平
    - 上田晋也
    - 井上聡
    - 眞鍋かをり

  - ゲスト出演者
    - 小池栄子
    - 西川史子
    - 劇団ひとり
    - デーブ・スペクター
- エンペラー
  - 忍成修吾（番組冒頭の語り及び対戦合図を出す係）
- 司会進行
  - 辻よしなり
- 解説兼審査員
  - 河本準一
- ゲスト解説
  - 道蔦岳史
- ナレーター
  - 立木文彦
  - レニー・ハート（対戦者入場コール）

## ネット局
| 放送対象地域   | 放送局                    | 系列                           | 放送日時           |
| -------------- | ------------------------- | ------------------------------ | ------------------ |
| 関東広域圏     | 日本テレビ（NTV） 制作局  | 日本テレビ系列                 | 木曜 19:00 - 20:54 |
| 北海道         | 札幌テレビ（STV）         | 日本テレビ系列                 | 木曜 19:00 - 20:54 |
| 青森県         | 青森放送（RAB）           | 日本テレビ系列                 | 木曜 19:00 - 20:54 |
| 岩手県         | テレビ岩手（TVI）         | 日本テレビ系列                 | 木曜 19:00 - 20:54 |
| 宮城県         | ミヤギテレビ（MMT）       | 日本テレビ系列                 | 木曜 19:00 - 20:54 |
| 秋田県         | 秋田放送（ABS）           | 日本テレビ系列                 | 木曜 19:00 - 20:54 |
| 山形県         | 山形放送（YBC）           | 日本テレビ系列                 | 木曜 19:00 - 20:54 |
| 福島県         | 福島中央テレビ（FCT）     | 日本テレビ系列                 | 木曜 19:00 - 20:54 |
| 山梨県         | 山梨放送（YBS）           | 日本テレビ系列                 | 木曜 19:00 - 20:54 |
| 新潟県         | テレビ新潟（TeNY）        | 日本テレビ系列                 | 木曜 19:00 - 20:54 |
| 長野県         | テレビ信州（TSB）         | 日本テレビ系列                 | 木曜 19:00 - 20:54 |
| 静岡県         | 静岡第一テレビ（SDT）     | 日本テレビ系列                 | 木曜 19:00 - 20:54 |
| 富山県         | 北日本放送（KNB）         | 日本テレビ系列                 | 木曜 19:00 - 20:54 |
| 石川県         | テレビ金沢（KTK）         | 日本テレビ系列                 | 木曜 19:00 - 20:54 |
| 福井県         | 福井放送（FBC）           | 日本テレビ系列／テレビ朝日系列 | 木曜 19:00 - 20:54 |
| 中京広域圏     | 中京テレビ（CTV）         | 日本テレビ系列                 | 木曜 19:00 - 20:54 |
| 近畿広域圏     | 読売テレビ（ytv）         | 日本テレビ系列                 | 木曜 19:00 - 20:54 |
| 鳥取県・島根県 | 日本海テレビ（NKT）       | 日本テレビ系列                 | 木曜 19:00 - 20:54 |
| 広島県         | 広島テレビ（HTV）         | 日本テレビ系列                 | 木曜 19:00 - 20:54 |
| 山口県         | 山口放送（KRY）           | 日本テレビ系列                 | 木曜 19:00 - 20:54 |
| 徳島県         | 四国放送（JRT）           | 日本テレビ系列                 | 木曜 19:00 - 20:54 |
| 香川県・岡山県 | 西日本放送（RNC）         | 日本テレビ系列                 | 木曜 19:00 - 20:54 |
| 愛媛県         | 南海放送（RNB）           | 日本テレビ系列                 | 木曜 19:00 - 20:54 |
| 高知県         | 高知放送（RKC）           | 日本テレビ系列                 | 木曜 19:00 - 20:54 |
| 福岡県         | 福岡放送（FBS）           | 日本テレビ系列                 | 木曜 19:00 - 20:54 |
| 長崎県         | 長崎国際テレビ（NIB）     | 日本テレビ系列                 | 木曜 19:00 - 20:54 |
| 熊本県         | くまもと県民テレビ（KKT） | 日本テレビ系列                 | 木曜 19:00 - 20:54 |
| 鹿児島県       | 鹿児島読売テレビ（KYT）   | 日本テレビ系列                 | 木曜 19:00 - 20:54 |

## スタッフ
- ナレーター : 立木文彦（オーラの沼、ママの味、デスカンペ、催眠術上田にかけたら○○万円、出題王）、湯浅真由美（クイズベタの世界、たりらり学園、おトモします）、服部潤（おトモします、たりらり学園、ヤン語バトル、お宝映像百連発）、冬馬由美（おカバさんといっしょ）、レニー・ハート（出題王の入場コール）
- 企画 : 上田晋也、有田哲平
- 構成 : 石塚祐介、酒井健作、楠野一郎、藤谷弥生、八代丈寛、木野聡、木南広明/桜井慎一
- 美術プロデューサー : 小野寺一幸
- 美術デザイン : 本田恵子、大倉聡明
- TM（テクニカルマネージャー） : 古井戸博
- 技術 : ヌーベルフォース、ゴーエン
- 編集 : 中西雅照、加納敏行
- MA : 島崎敏晴
- 音効 : 岡田淳一（ヘンドリックス）
- TK（タイムキーパー） : 坂本幸子
- CG・イラスト : タナカカツキ
- デザイン : ヨシマルシン
- 編成 : 柴田裕次郎
- マーケティング : 佐藤政治
- PR : 柳沢典子
- デスク : 富永久美子
- 助監督 : 北中美行
- 制作進行 : 三上慎一
- AD（アシスタントディレクター） : 八島崇行、小笠原隆之
- AP（アシスタントプロデューサー） : 野田義人、坂井康世
- プレーン : 小俣猛
- アートD : 波多野俊介
- ディレクター : 内田秀実、那須太輔、鈴木守、松藤豪、大塚力、森本雅也、守屋茂員、岡宗秀吾、守屋隆広、斉藤哲夫（IVSテレビ制作）
- 演出 : 上利竜太
- プロデューサー : 糸井聖一 / 高家宏明、神尾育代、斎藤みさ子
- チーフプロデューサー : 松崎聡男
- 協力 : 日本テレビアート、読売映像
- 制作協力 : SION（旧：TV-SION）、NCV、MOSQUITO
- 製作著作 : 日本テレビ